# Calloselasma rhodostoma
Calloselasma rhodostoma es una especie de serpiente venenosa que pertenece a la familia Crotalinae. Es la única especie del género monotípico Calloselasma. Es nativo del sureste Asiático de Tailandia al norte de Malasia y en la isla de Java. No tiene subespecies reconocidas en la actualidad.